# Nicu Stoian
Nicu Stoian   (Râmnicu Sărat, 17 de febrer de 1957) és un jugador de voleibol romanès, ja retirat, que va competir entre les dècades de 1970 i 1990.
El 1980 va prendre part en els Jocs Olímpics d'Estiu de Moscou, on guanyà la medalla de bronze en la competició de voleibol. El 1981 guanyà una medalla d'or a les Universíades. Es va retirar el 1994, després de jugar quatre anys a Bèlgica.